# Синицын, Сергей Вячеславович
Сергей Вячеславович Синицын (12 января 1972, Могилёв) — советский и белорусский футболист, вратарь, белорусский футбольный тренер.

## Биография
Воспитанник СДЮШОР № 7 г. Могилёва, первый тренер — Иван Антонович Турков. Взрослую карьеру начинал в командах Могилёва — в составе «Днепра» в 1990 году сыграл один матч во второй лиге СССР, также играл в первенстве Белорусской ССР среди КФК за «Сельмаш» и «Торпедо».
С 1992 года в составе «Торпедо» выступал в высшей лиге Беларуси, за 5 лет сыграл более 120 матчей. Финалист Кубка Беларуси 1995 года, в финале вышел на замену перед серией пенальти. В 1997 году перешёл в мозырский МПКЦ, вскоре переименованный в «Славию», где провёл пять сезонов, но не всегда был однозначным первым номером. В 1999 году со своим клубом стал серебряным призёром чемпионата страны (сыграл 13 матчей), в 2000 году — чемпионом (22 матча). Обладатель (2000) и финалист (1999, 2001) Кубка Беларуси, на поле выходил только в финале 1999 года. Участник матчей Лиги чемпионов. В 2002 году перешёл в «Белшину», с которой тоже участвовал в Лиге чемпионов, но во внутреннем чемпионате команда выступила неудачно. Затем два сезона играл за «Нафтан». В 2004 году в время матча 13 тура между «Нафтаном» и «Торпедо Жодино» будучи в запасе выбежал на поле и предотвратил попадание мяча в ворота собственной команды, после чего получил дисквалификацию на три месяца.
С 2005 года до конца карьеры играл в низших лигах за могилёвские «Торпедо-Кадино» и «Савит», а также «Коммунальник» (Жлобин) и «Спартак» (Шклов).
Всего в высшей лиге Беларуси сыграл 233 матча. В его ворота пробивали 41 пенальти (наивысший показатель среди вратарей чемпионата Беларуси на июль 2020 года), из них реализовали 30.
После окончания игровой карьеры работал тренером вратарей в могилёвском «Савите», бобруйской «Белшине», а также детским тренером в СДЮШОР № 7 г. Могилёва. Во второй половине 2010-х годов был тренером вратарей могилёвского «Днепра», но в январе 2019 года покинул клуб, затем работал в «Спутнике» (Речица).
Окончил Могилёвский педагогический институт.